# Boletochaete bicolor
Espèce
Boletochaete bicolor est un champignon du genre Boletochaete dans la famille des Boletaceae.

## Nom binomial accepté
Boletochaete bicolor Singer, 1986

## Synonymes
- Boletus bicolor Massee 1909[2] (synonyme)
- Boletus sensibilis Peck 18..

## Description du sporophore
Hymenophore
Chapeau velours, de couleur pourpre.
Hyménium
Tubes jaune.
Stipe
brunâtre, presque lisse.
Chair
blanche, immuable.
Sporée
brun cannelle, les spores ovoïdes, lisses, inamyloïde.  Mal étudié et peu connu.
Habitat
La mycorhize n'est pas déterminée avec certitude, éventuellement avec la végétation cisalpine et les Diptérocarpacées).